# Pompeo Colonna
Pompeo Colonna (ur. 12 maja 1479, zm. 28 czerwca 1532) – włoski duchowny, kardynał.

## Życiorys
W młodości przejawiał zainteresowania raczej militarne, niż religijne (m.in. brał udział w walkach z Francuzami w Barletta w 1503), ostatecznie jednak, pod wpływem wuja Prospero wybrał karierę duchowną. Komendatariusz opactwa Subiaco (1507–1513) i Grottaferrata (od 1508). Biskup Rieti 1508–1514 i 1528–1529. W 1517 został kardynałem. Administrator diecezji Terni (maj – grudzień 1520), Potenza (1521–1526), Katania (1523–1524), Acerno (1524–1525) i Aquila (1525–1532). Wicekanclerz Świętego Kościoła Rzymskiego od stycznia 1524. Był przeciwnikiem papieża Klemensa VII. Za współudział w rebelii Marcello Colonna przeciw papieżowi został ekskomunikowany w dniu 21 listopada 1526, pozbawiony godności kardynalskiej i stanowiska wicekanclerza Kościoła. Pojednał się z Klemensem VII kilka miesięcy później. Podczas sacco di Roma udzielił wielu ludziom schronienia w swoim pałacu. Administrator diecezji Aversa (kwiecień – wrzesień 1529), Sarno (1530–1532) i archidiecezji Monreale (1530–1532). Legat papieski w Bolonii i Marchii Ankońskiej. W 1530 cesarz Karol V Habsburg mianował go wicekrólem królestwa Neapolu. Zmarł w Neapolu w wieku 53 lat.